# Titularbistum Zaratovium
Das Bistum Zaratovium (italienisch diocesi di Zaratovio, lateinisch Dioecesis Zaratoviensis) ist ein Titularbistum der römisch-katholischen Kirche.
Es geht zurück auf ein ehemaliges Bistum in Griechenland. Es gehörte zu Kirchenprovinz Thebae. Das Titularbistum wurde 1933 durch Pius XI. errichtet. Bisher hatte das Titularbistum keinen Amtsinhaber.